# Lewopao (Adonara Tengah)
Lewopao is een bestuurslaag in het regentschap Flores Timur van de provincie Oost-Nusa Tenggara, Indonesië. Lewopao telt 467 inwoners (volkstelling 2010).